# Halictus nikolskayae
Halictus nikolskayae är en biart som först beskrevs av Pesenko 2006.  Halictus nikolskayae ingår i släktet bandbin, och familjen vägbin. Inga underarter finns listade i Catalogue of Life.